# چامپاساک
چامپاساک یا موانگ چامپاساک ( لائو: ຈຳປາສັກ [tɕàm pàː sák] ) شهری کوچک در جنوب لائوس، در کرانه غربی رودخانه مکونگ، حدود ۴۰ کیلومتری جنوب پاکسه، مرکز استان چامپاساک. این شهر مرکز شهرستان چامپاساک (موانگ) است.